# Flora & Ulysses
Flora & Ulysses (bra: Flora e Ulysses; prt: As Aventuras de Flora e Ulisses) é um filme de família, super-herói e comédia americano. Dirigido por Lena Khan a partir de um roteiro de Brad Copeland e baseado no romance infantil hormônio de Kate DiCamillo. É estrelado por Matilda Lawler, Alyson Hannigan, Ben Schwartz, Benjamin Evan Ainsworth e Danny Pudi.
O filme foi lançado no Disney+ em 19 de fevereiro de 2021.

## Enredo
Uma garota chamada Flora Buckman adota um esquilo que ela chama de Ulysses, que por acaso possui superpoderes.

## Elenco
- Matilda Lawler como Flora Buckman
- Alyson Hannigan como Phyllis Buckman
- Ben Schwartz como George Buckman
- Benjamin Evan Ainsworth como William Spiver
- Danny Pudi como Miller
- Kate Micucci como Rita
- Bobby Moynihan como o Banconista de quadrinhos

## Produção
Em 31 de maio de 2018, foi anunciado que a Disney estava desenvolvendo uma adaptação cinematográfica do romance Flora & Ulysses de Kate Di Camillo para seu serviço de streaming Disney+, com Brad Copeland escrevendo o roteiro.
Em 13 de junho de 2019, Alyson Hannigan e Ben Schwartz foram escalados como os pais de Flora. Gil Netter está produzido o projeto. Em 27 de junho de 2019, Lena Khan foi anunciada como diretora e Matilda Lawler foi escalada para o papel titular de Flora Buckman, com Benjamin Evans Ainsworth e Danny Pudi também adicionados ao elenco quando as filmagens começaram em Vancouver. As filmagens terminaram em 23 de agosto de 2019.
A pós-produção foi feita remotamente durante a pandemia de COVID-19.

## Lançamento
Flora & Ulysses tem lançamento previsto para 19 de fevereiro de 2021, no Disney+.